# Aspera Hiems Symfonia/Constellation/My Angel
Aspera Hiems Symfonia/Constellation/My Angel kompilacija je Arcturusa, norveškog sastava avangardnog metala. Diskografska kuća Candlelight Records objavila ga je 25. lipnja 2002.

## O albumu
Album sadrži pjesme s albuma Aspera Hiems Symfonia, EP-ovi Constellation i My Angel i dvije nove pjesme. Samo su vokali ponovo snimljeni. 

## Popis pjesama
| Disk 1 | Disk 1                              | Disk 1   | Disk 1 | Disk 1 | Disk 1 | Disk 1 | Disk 1 | Disk 1 | Disk 1 |
| Br.    | Skladba                             | Trajanje |        |        |        |        |        |        |        |
| ------ | ----------------------------------- | -------- | ------ | ------ | ------ | ------ | ------ | ------ | ------ |
| 1.     | »To Thou Who Dwellest in the Night« | 6:46     |        |        |        |        |        |        |        |
| 2.     | »Wintry Grey«                       | 4:34     |        |        |        |        |        |        |        |
| 3.     | »Whence and Whither Goest the Wind« | 5:14     |        |        |        |        |        |        |        |
| 4.     | »Raudt og svart«                    | 5:48     |        |        |        |        |        |        |        |
| 5.     | »The Bodkin & the Quietus«          | 4:34     |        |        |        |        |        |        |        |
| 6.     | »Du nordavind«                      | 3:59     |        |        |        |        |        |        |        |
| 7.     | »Fall of Man«                       | 6:05     |        |        |        |        |        |        |        |
| 8.     | »Naar kulda tar«                    | 4:21     |        |        |        |        |        |        |        |
| 41:21  |                                     |          |        |        |        |        |        |        |        |

- Svi pjesme su s albuma Aspera Hiems Symfonia.

| Disk 2 | Disk 2                              | Disk 2   | Disk 2 | Disk 2 | Disk 2 | Disk 2 | Disk 2 | Disk 2 | Disk 2 |
| Br.    | Skladba                             | Trajanje |        |        |        |        |        |        |        |
| ------ | ----------------------------------- | -------- | ------ | ------ | ------ | ------ | ------ | ------ | ------ |
| 1.     | »The Deep Is the Skies«             | 4:19     |        |        |        |        |        |        |        |
| 2.     | »Cosmojam« (instrumentalna skladba) | 1:45     |        |        |        |        |        |        |        |
| 3.     | »Rødt og svart«                     | 6:08     |        |        |        |        |        |        |        |
| 4.     | »Icebound Streams and Vapours Gray« | 4:44     |        |        |        |        |        |        |        |
| 5.     | »Naar kulda tar«                    | 4:28     |        |        |        |        |        |        |        |
| 6.     | »Du nordavind«                      | 4:29     |        |        |        |        |        |        |        |
| 7.     | »My Angel«                          | 5:56     |        |        |        |        |        |        |        |
| 8.     | »Morax«                             | 6:28     |        |        |        |        |        |        |        |
| 38:17  |                                     |          |        |        |        |        |        |        |        |

- Pjesme 1 i 2 su nove pjesme.
- Pjesme 3 – 6 su s EPi Constellation.
- Pjesme 7 i 8 su s EPi My Angel.

## Zasluge
Arcturus
- Marius Vold – vokali, bas-gitara
- Kristoffer Rygg – vokali
- Samoth – gitara
- Carl August Tidemann – gitara
- Hugh Mingay – bas-gitara
- Steinar Sverd Johnsen – klavijature
- Jan Axel Blomberg – bubnjevi

Ostalo osoblje
- Tom Kvålsvoll – mastering
- Kim Sølve – naslovnica